# أكل المشيمة

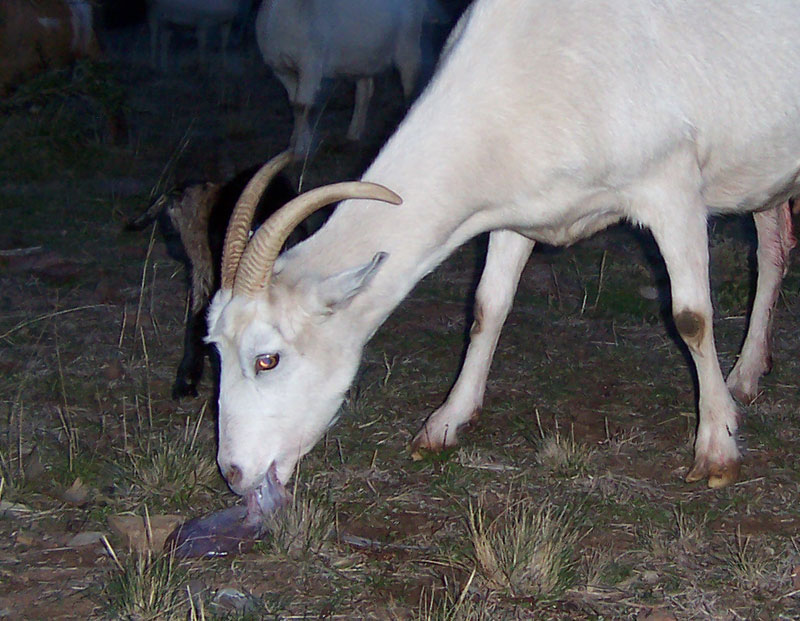
ماعز أم تأكل المشيمة

أكل المشيمة (بالإنجليزية: Placentophagy) هو تناول الثدييات للمشيمة من صغارها بعد الولادة. تحتوي المشيمة على كميات صغيرة من الأوكسيتوسين الذي يخفف من إجهاد الولادة والذي يسبب انقباض العضلات الملساء حول الخلايا الثديية وإفراز الحليب. لا توجد دراسات حول ما إذا كان أكل المشيمة يسبب تأثيرات هرمونية عند البشر.
وهناك أيضًا مدرسة فكرية تشير إلى أن حالة أكل المشيماء تحدث بشكل طبيعي لإخفاء أي أثر للولادة من الحيوانات المفترسة في البرية. تقوم العديد من الثدييات المشيمية بأكل المشيمة، بما في ذلك العواشب. وتشمل الاستثناءات بشكل رئيسي البشر وزعنفيات الأقدام والحوتيات والجمال. كذلك لوحظ أكل المشيمة في القوارض وآكلات الحشرات ومزدوجات الأصابع ومفردات الأصابع واللواحم والأرنبيات والخفاشيات والرئيسيات. تمتص الجرابيات المشيمة بدلًا من أكلها، فلا نصنِّفها ضمن آكلات المشيمة؛ لكنها تلعق سوائل الولادة بقوة بمجرد إفرازها.
أظهرت بعض الأبحاث أن تناول المشيمة يمكن أن يزيد من القدرة على تحمل الألم في الفئران الحوامل. وُجِد ارتفاع متواضع في مدى تسكين الألم أفيونيّ المفعول في الفئران التي تناولت المشيمة. الأفيونيات الذاتية المنشأ مثل الأندورفين والدينورفين هي مواد كيميائية طبيعية مرتبطة بجزيء الأفيون، والتي يتم إنتاجها في الجهاز العصبي المركزي. يزيد إنتاج هذه المواد الأفيونية الذاتية خلال عملية الولادة. لديها القدرة على رفع القدرة على تحمل الألم في الأم. لم تظهر الفئران التي أُعطيت اللحم بدلًا من المشيمة أي زيادة في القدرة على تحمل الألم. ولا توجد دراسات تُظهر أي فوائد لتناول المشيمة في البشر.

## أكل المشيمة في البشر

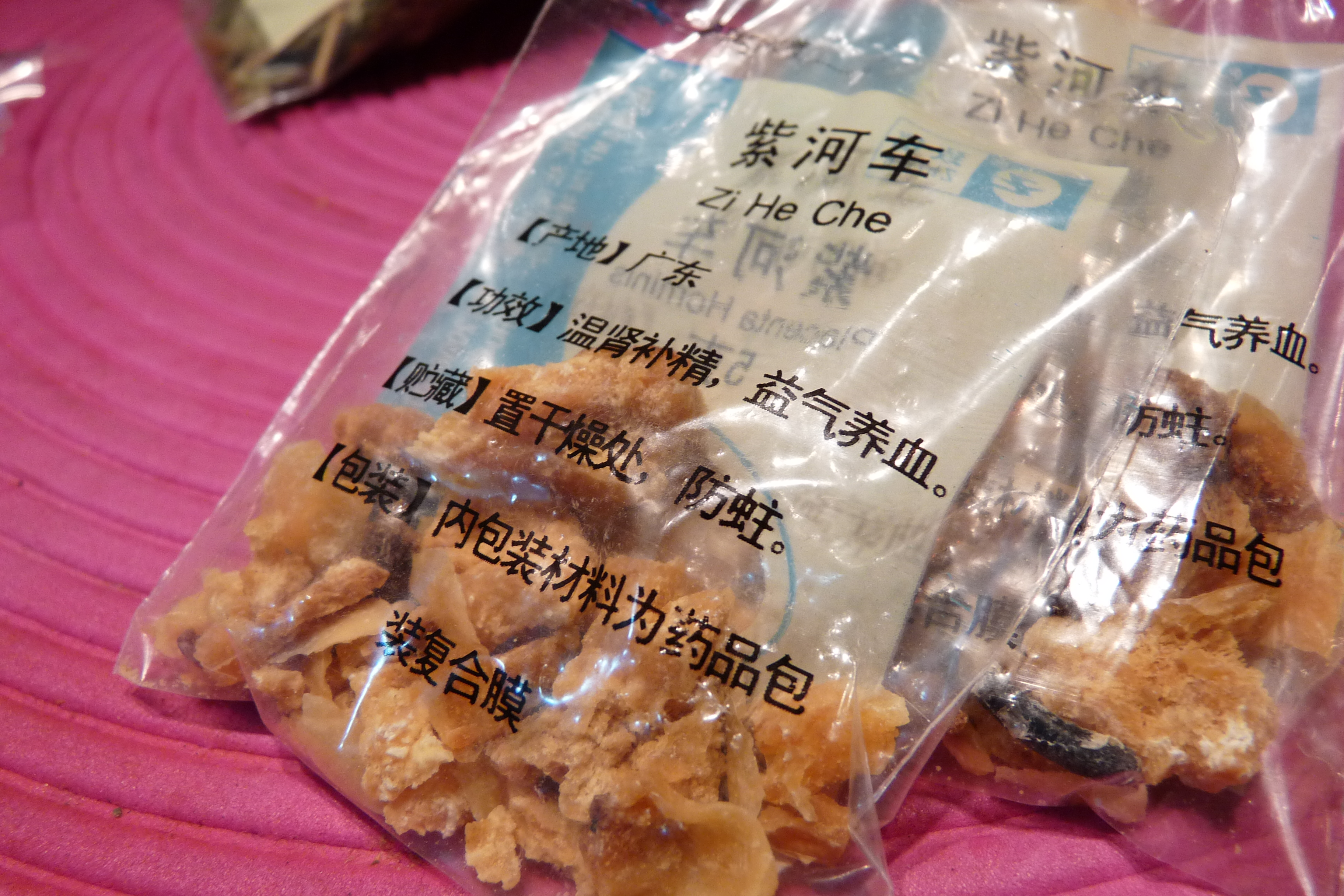
استخدام المشيمة البشرية المجففة كدواء. - Ziheche (紫河车)

يعتقد أولئك الذين يدافعون عن تناول المشيمة في البشر أن أكل المشيمة يحول دون اكتئاب ما بعد الولادة ومضاعفات الحمل الأخرى. ناقشت أخصائية أمراض النساء والولادة في الكلية الملكية لأطباء التوليد وأمراض النساء ماجي بلوت نظرية اكتئاب ما بعد الولادة، قائلة أنه لا يوجد سبب طبي لأكل المشيمة وإنما تأكل الحيوانات مشيمتها للحصول على التغذية. وأُجري الاستطلاع من قِبل علماء الأنثروبولوجيا الطبية الأمريكية في جامعة جنوب فلوريدا وجامعة نيفادا في لاس فيغاس، ادَّعى حوالي 3/4 المستجيبين أن لديهم خبرات إيجابية من أكل المشيمة الخاصة بهم، مستشهدين بـ «تحسين المزاج» و«زيادة الطاقة» و«تحسين الرضاعة».

كانت المشيمة البشرية عنصرًا في بعض الأدوية الصينية التقليدية، منها استخدام المشيمة البشرية المجففة والمعروفة باسم "Ziheche" (الصينية المبسطة: 紫河车؛ الصينية التقليدية: 紫河車)، لعلاج أمراض الهشاشة والعقم والعجز الجنسي وغيرها من الحالات. وفي الآونة الأخيرة، نشرت مراكز مكافحة الأمراض واتقائها تقريراً عن أحد المواليد المصابين ببكتريا جرثومة B العقدية (GBS) على الأرجح بعد كبسولات المشيمة المبتلعة. لذا ينبغي تجنب ابتلاع المشيمة وتثقيف الأمهات المهتمات بتغليف المشيمة عن المخاطر المحتملة. نصح منشور صدر حديثًًا أن الأطباء يجب أن يمنعوا أكل المشيمة لأنه يمكن أن يكون ضارًا من دون فائدة موثقة.